# 손시헌 (1923년)
손시헌(孫時憲, 1923년 2월 10일 ~ 2002년 10월 19일)은 대한민국 독립운동가이다. 아명(兒名)은 손석희(孫昔喜)이며 1926년에 손시헌(孫時憲)으로 개명(改名)하였고 호(號)는 월산(月山)이다.

## 생애

### 일생
경상북도 경주군 경주읍 노서리 123번지에서 출생하였으며 지난날 한때 경상북도 금릉군 김천면에서 잠시 유아기를 보낸 적이 있는 그는 경상남도 부산 동래(釜山 東萊) 칠산정 35-3번지에서 성장하였다. 
그는 1942년 7월 일본 도쿄에 유학 중 결국 일본 다이쇼 대학교 법철학과 중퇴를 하였으며 동지 박오훈(朴五勳)·최수일(崔秀逸) 등과 함께 "조선독립청년단"을 조직하였고 그는 재무를 담당하였는데 이들은 여러차례 회합을 거듭하고 우선 학병 및 지원병을 반대하는 운동을 벌이기로 하고 활동을 전개하였다. 그러나 이러한 내용이 결국엔야 일경에 탐지되어 1943년 7월초에 일본 헌병대한테 결국 붙잡혔고 그는 결국 1944년 3월 일본 도쿄 지방재판소에서 소위 치안유지법 위반으로 징역 3년형을 받고 후쿠오카(福岡)형무소에서 옥고를 치르다가 1945년 8·15 조선 광복으로 인하여 출감하였고 1945년 11월 6일에 조선국 고국으로 귀국하였다. 그 후 1946년 5월에서 1947년 8월까지 한국독립당 초급행정위원 직위를 잠시 지냈다.
2002년에 별세한 그의 유해는 국립 대전현충원에 안장되어 있다.

## 서훈
대한민국 정부에서는 그의 공훈을 기리고자 1977년 8월 15일을 기하여 대한민국 대통령 표창장을 받았으며 1990년 3월 1일을 기하여 대한민국 건국훈장 애족장을 받았다.